# Wilhelm Hensel

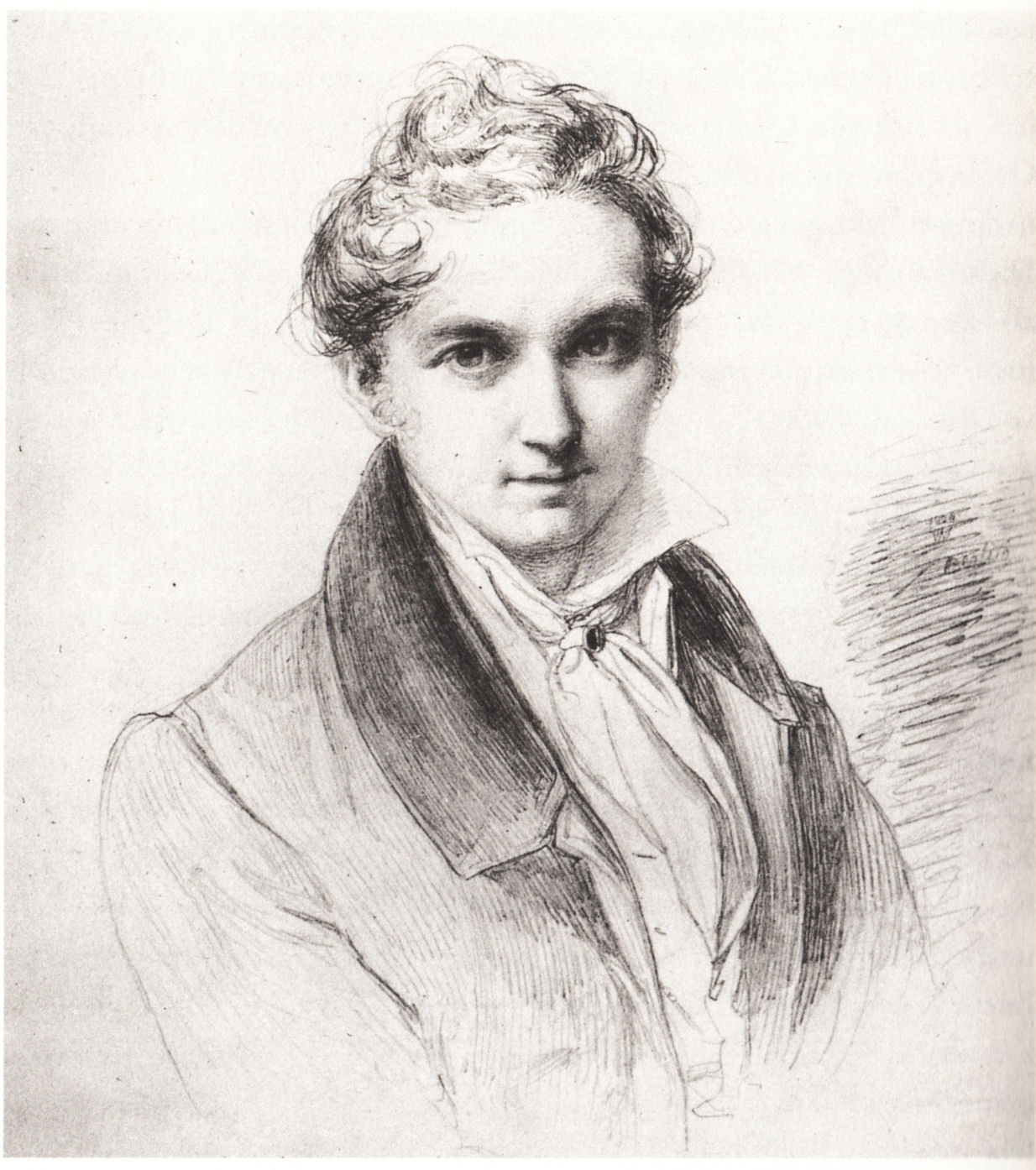
Wilhelm Hensel, Selbstbildnis 1829

Wilhelm Hensel (* 6. Juli 1794 in Trebbin; † 26. November 1861 in Berlin) war ein deutscher Maler und Porträtist.  Seit 1829 war er verheiratet mit der Komponistin Fanny Hensel, geborene Mendelssohn.

## Leben
Hensel war das zweite Kind und einziger Sohn des Pastors Johann Jacob Ludwig Hensel (1763–1809) und dessen Ehefrau Johanna Albertina Louise Hensel, geb. Trost (1764–1835). Zum Zeitpunkt seiner Geburt war sein Vater als zweiter Prediger in Trebbin für die Dorfkirche Thyrow zuständig, 1796 übernahm er die Pfarrstelle in Linum. Dort wurde seine jüngere Schwester Louisa Maria, eine sehr erfolgreiche Schriftstellerin, geboren. Nach erstem Unterricht bei seinem Vater besuchte Hensel die Schule seiner Heimatstadt.
Nach dem Tod des Vaters, der nach Einschätzung der Witwe als „mein im Leben viel verkannter und verfolgter, aber gewiß rechtschaffener Mann“ in Linum verstarb, begann Wilhelm Hensel 1809 mit 15 Jahren ein Studium an der Berliner Bauakademie, das er aber nach wenigen Semestern wieder abbrach. 1811 wechselte er an die Kunstakademie. Johann Christoph Frisch, sein Lehrer für Anatomie und Perspektive, ermöglichte ihm im darauffolgenden Jahr, an der großen Jahresausstellung der Akademie teilzunehmen. Hensels Werk Christus auf dem Ölberg wurde von der Kunstkritik lobend besprochen und von der Jury ausgezeichnet.
Die Befreiungskriege unterbrachen Hensels weitere Studien. 1813 meldete er sich freiwillig zur Armee. Bis 1815 kämpfte er unter anderem in der Schlacht bei Bautzen und in der Völkerschlacht bei Leipzig und wurde mehrfach verwundet. 1813 und 1815 war Hensel beim Einmarsch in Paris dabei. Das Zustandekommen des zweiten Friedens von Paris erlebte er mit. Beide Aufenthalte in dieser Stadt nutzte er, um in den Museen die dortigen Kunstschätze zu studieren.

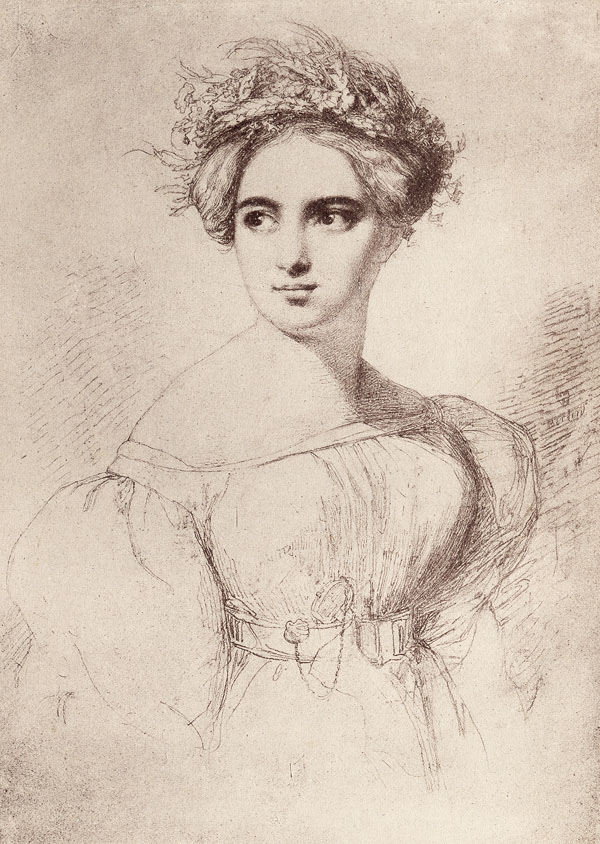
Porträt von Fanny Mendelssohn Bartholdy (seiner späteren Frau), Bleistiftzeichnung von Wilhelm Hensel

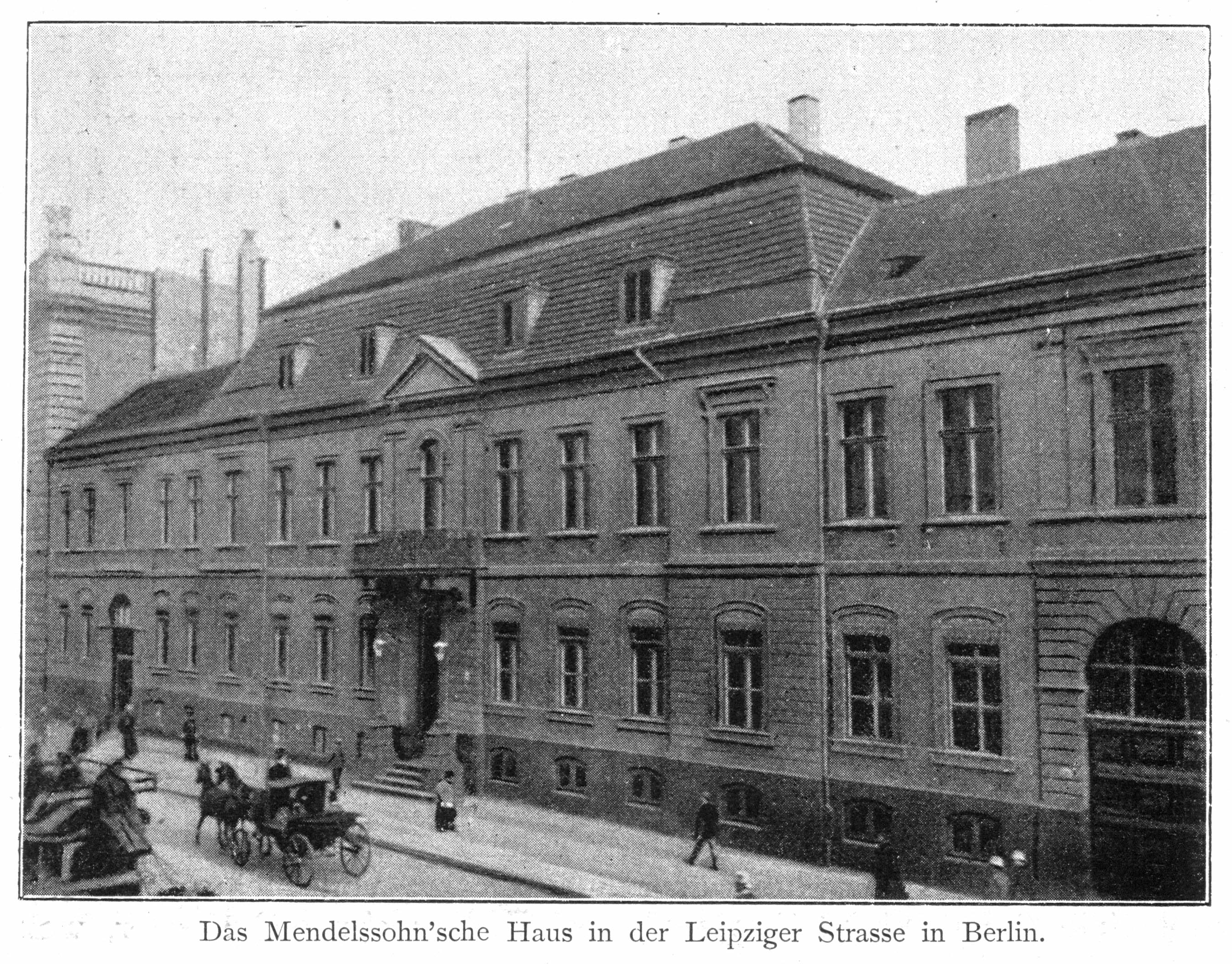
Palais Groeben, Mendelssohn Wohnhaus in Berlin, Leipziger Straße 3

Nach Berlin zurückgekehrt, fand Hensel als Maler und Porträtist bald Zugang zum Hof. 1821 half er maßgeblich mit, ein Fest zu Ehren des russischen Zaren Alexander I. zu gestalten. Inspiriert durch das Gedicht Lalla Rookh (Thomas Moore) gestaltete Hensel Lebende Bilder mit einer Gruppe der geladenen Gäste. Von diesen Inszenierungen schuf er anschließend zwölf Aquarelle, welche später als Radierungen weite Verbreitung fanden. Da dieses Fest ein großer Erfolg wurde, bedankte sich der preußische König Friedrich Wilhelm III. mit einem großzügigen Reisestipendium. Damit wurde es Hensel ermöglicht, sich zwischen 1823 und 1828 in Rom aufzuhalten. Hensel fertigte in Rom von seinem Freund August Grahl eine Zeichnung, welche sich später in dem Tagebuch der Auguste Charlotte von Kielmannsegge wiederfand. Hensel studierte dort die antiken Meister, zeigte aber auch großes Interesse am zeitgenössischen Kunstbetrieb. Hensel kopierte unter anderem Werke von Raffael. Eines seiner gelungenen Werke war Christus und die Samariterin.
Im Herbst 1828 kehrte Hensel nach Deutschland zurück und ließ sich in Berlin als freischaffender Maler nieder. Vom Hof bekam er schon bald größere Aufträge: unter anderem schmückte er zusammen mit Heinrich Dähling, Karl Wilhelm Kolbe, Wilhelm von Schadow und Christian Friedrich Tieck mehrere Säle des Berliner Schauspielhauses aus. 1829 ernannte man Hensel zum Königlichen Hofmaler und wählte ihn in den Vorstand der Kunstakademie.
Im Jahre 1829 heiratete Hensel in Berlin die Musikerin und Komponistin Fanny Mendelssohn Bartholdy, eine Tochter des Bankiers Abraham Mendelssohn Bartholdy und Schwester des Komponisten Felix Mendelssohn Bartholdy. Mit ihr lebte Hensel im Hause der Schwiegereltern Mendelssohn. Die von ihr geleiteten „Sonntagskonzerte“ im Gartensaal des Hauses zogen die künstlerische und geistige Prominenz Berlins an. Mit Fanny hatte Hensel einen Sohn, Sebastian. Für Fanny dichtete er den Morgengruß, den sie 1846 als A-cappella-Chor in ihren Gartenliedern vertonte.
Hensel war Gastgeber bei Empfängen und Salons zu Hause und auch regelmäßiger Gast in vorzugsweise zwei Zirkeln. Bei den Treffen des Juristen Julius Eduard Hitzig begegneten sich unter anderem die Schriftsteller Adelbert von Chamisso, Helmina von Chézy, E. T. A. Hoffmann, Ernst von Houwald, Friedrich de la Motte Fouqué und der Klaviervirtuose und Komponist Ludwig Berger. Bei Friedrich August von Staegemann traf er Clemens Brentano, Ferdinand von Bülow, die Brüder Ernst Ludwig von Gerlach und Ludwig Friedrich Leopold von Gerlach, Amalie von Helvig, Max von Schenkendorf und Wilhelm Müller. Im Salon der Familie von Staegemann verkehrte Hensel schon 1815. Mit der zu dieser Zeit 16-jährigen Tochter des Hauses, Hedwig, die später als Salonnière Hedwig von Olfers zu einiger Berühmtheit gelangte, blieb er freundschaftlich verbunden. Hensel war Teilnehmer an einem von den jungen Besuchern des Salons selbst verfassten gesellschaftlichen Liederspiel Rose, die Müllerin, das als Vorläufer des Schubertschen Zyklus Die schöne Müllerin (Texte: Wilhelm Müller) gelten kann. Die in das Spiel eingestreuten Lieder wurden 1816 von Ludwig Berger, der Hensels Schwester Luise den Hof machte, als Zyklus vertont – ein Jahrzehnt vor Franz Schubert.
Fannys plötzlicher Tod 1847 war ein schwerer Schlag für ihn. Die politischen Wirren der deutschen Revolution von 1848 ließen Hensel wieder politisch aktiv werden. Im Frühjahr 1848 trat er an die Spitze eines bewaffneten Künstlerkorps und war als solcher auch für die Konservative Partei (Preußen) tätig.

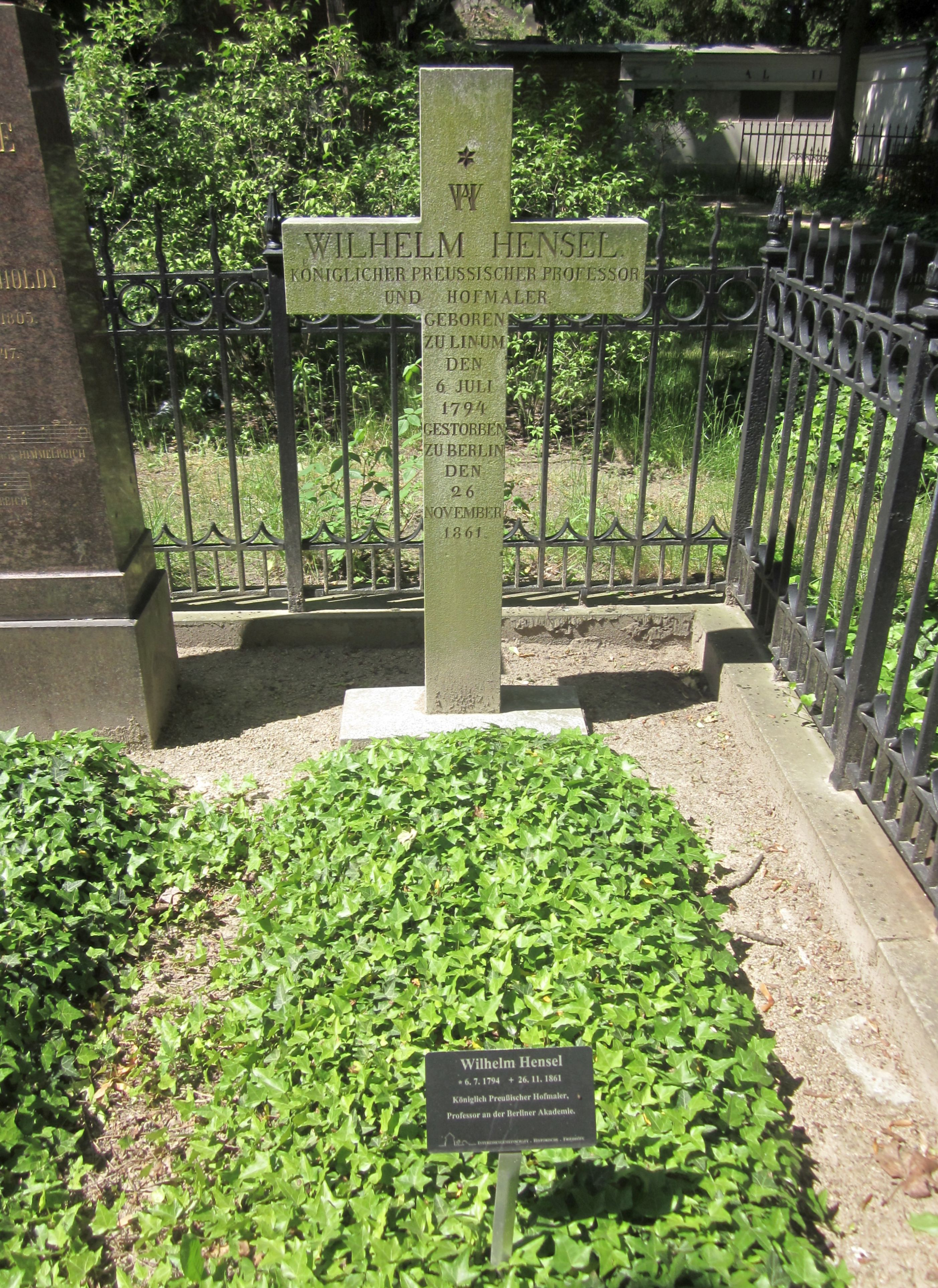
Berliner Ehrengrab von Wilhelm Hensel

Im Alter von 67 Jahren starb Wilhelm Hensel am 26. November 1861 in Berlin. Beigesetzt wurde er an der Seite seiner Frau im Familiengrab der Mendelssohn Bartholdys auf dem Friedhof I der Dreifaltigkeitsgemeinde in Berlin-Kreuzberg. Seine letzte Ruhestätte ist ein Ehrengrab des Landes Berlin.

## Rezeption
Hensel wirkte weniger durch seine Gemälde als durch seine Porträts. Seine frühen Ölgemälde sind vor allem nazarenisch beeinflusst; auch Spuren der antiken Meister lassen sich finden. Sein gesamtes Schaffen steht thematisch im Zeichen eines romantisierenden Realismus.
Seine Porträts näherten sich mit der Zeit immer mehr einer photographischen Exaktheit, ohne jedoch ihre Zartheit zu verlieren. Hensel selbst sah in seinen Porträts immer die Dokumentation der Person und nie eine irgendwie ausgerichtete künstlerische Möglichkeit. Bis heute haben sich über 1000 Porträts (mit Stift und Sepia) berühmter Zeitgenossen der Berliner Romantik erhalten.
Seine Radierungen waren oft Auftragsarbeiten, wie zum Beispiel die Illustrationen zu Genoveva oder Phantasus von Johann Ludwig Tieck.
Literarisch wurde ihm von Theodor Fontane in seinen Wanderungen durch die Mark Brandenburg ein Denkmal gesetzt. Fontane beschrieb den Maler:

„Wilhelm Hensel gehörte ganz zu jener Gruppe märkischer Männer, an deren Spitze, als ausgeprägteste Type, der alte Schadow stand. Naturen, die man als doppellebig, als eine Verquickung von Derbheit und Schönheit, von Gamaschentum und Faltenwurf, von preußischem Militarismus und klassischem Idealismus ansehen kann. Die Seele griechisch, der Geist altenfritzisch, der Charakter märkisch. Dem Charakter entsprach dann meist auch die äußere Erscheinung. Das Eigentümliche dieser mehr und mehr aussterbenden Schadowtypen war, daß sich die Züge und Gegensätze ihres Charakters nebeneinander in Gleichkraft erhielten, während beispielsweise bei Schinkel und Winckelmann das Griechische über das Märkische beinah vollständig siegte. Bei Hensel blieb alles in Balance; keines dieser heterogenen Elemente drückte oder beherrschte das andere und die Neuuniformierung eines Garderegiments oder ein Witzwort des Professors Gans interessierten ihn ebenso lebhaft wie der Ankauf eines Raphael.“

E. T. A. Hoffmann skizzierte in der Erzählung Die Brautwahl die Figur des Maler Lehsen nach Wilhelm Hensel.

## Werke (unvollständig)
Literatur
- Bundesblüten. Berlin 1816.
- Ritter Hans (Lustspiel)

Malerei
- Christus auf dem Ölberg (1812)
- Christus und die Samariterin
- Vittoria Caldoni von Albano vor dem Kloster
- Christus in der Wüste
- Kaiser Wenzel (1844)
- Italienische Landleute am antiken Brunnen
- Mirjam den Reigen der Jungfrauen eröffnend (1836)
- Christus vor Pilatus (1834, Garnisonkirche zu Berlin)
- Der Herzog von Braunschweig vor der Schlacht bei Quatre-Bras auf dem Ball zu Brüssel
- Porträt von König Friedrich Wilhelm III., 1817 (Kopie nach François Gérard)[7]